# Мартин-Бел синдром
Мартин-Бел синдром, синдром крхког (ломљивог, фрагилног) Х-хромозома, фрагилни Х синдром (скраћено FXS) један је од најчешћих облика наслеђене менталне заосталости (после Дауновог синдрома). Изазван је функционалним оштећењем у FMR1 гену, крхком (фрагилном) Х-протеину (енгл. fragile X mental retardation protein-FMRP), код особе с „нестабилним” дугим краком на Х-хромозому, одговорном за менталну заосталост. Овај протеин утиче на развој синапси у мозгу и регулише позиционирање ћелија коре мозга у току ембрионалног развоја.
Синдром носи назив по Џорџу Мартину и Џулији Бел, који су га 1934. први описали. Касније је преименован у Синдром крхког (ломљивог, фрагилног) Х-хромозома, који се у 21. веку све више под тим називом изучава. Главни разлог зашто се поље неуронауке све више окреће изучавању FXS је тај што он може да буде „модел за проучавање аутизма“, бар код једне групе јер су истраживачи установили да крхки (фрагилни) Х-ген утиче тако што „оставља отиске прстију” на половину од многобројних гена у аутизму.
Синдром се карактерише менталном заосталошћу, поремећајима у понашања, учењу и физичком изгледу. Особе са овим синдромом имају проблем у учењу, почев од најранијег усвајања основних знања и навика, па до писања, усвајања знања уопште и других вештина. Сметње су највише изражене у домену комуникације, разумевању и прихватању правила која захтевају одређене социјалне ситуације. Иако се синдром јавља код оба пола, особе женског пола мање пате од особа мушког пола, код којих је поремећај чешћи и у израженијем облику.
Поремећаји повезани са крхким Х-хромозом могу бити наслеђени и од родитеља који немају очигледне знаке FXS. Док се у неким породицама симптом FXS јавља код неколико сродника у другим породицама он је присутан само код једне особе.
До данас Мартин-Бел синдром није излечив, што упућује на велики значај превенције. Преноси се чешће с мајке на сина, али се може пренети и на генерацију ћерки. У већини случајева мајка нема симптоме. 
Генски тест носилаца FXS најсигурнија је опција за процену ризика од преношења поремећаја на потомство. Релативно ниска цена скрининга, омогућава проучавање већег броја особа са FXS и стварање базе важних дијагностички података, који би у каснијем периоду омогућили брзу елиминацију синдрома у појединим областима света.

## Историја
Почетком 20. века, неуропсихијатри и генетичари уочили су учесталу појаву менталне заосталости код мушкараца. Године 1934, Џорџ Мартин и Џулија Бел први су описали овај поремећај (који ће по њима добити назив Марти-Бел синдром) у једној енглеској породици у којој је 13 особа испољило знаке наследне, менталне заосталости, изазване крхким Х-хромозомом. У овој породици, 11 мушкараца патило је од олигофреније (дефекта интелигенције или губитка интелигенције) а две жене од лакшег облика менталне заосталости. 
Године 1969. H.Lubs, након цитогенетских истраживања, открио је код особа са Мартин-Бел синдромом, сужење на дугом краку Х-хромозома, на локусу Xq27-28. Учесталост и дистрибуција промена била је на нивоу; 1:1.000 — 1:2.000 новорођених дечака.

## Облици
У литератури су описане три врсте поремећаја непосредно повезаних са крхким (фрагилним) Х-хромозомом:
Мартин-Бел синдром или синдром крхког Х-хромозома (FXS)
Мартин-Бел синдром, или синдром крхког Х-хромозома (FXS) најчешћи је узрок наслеђене менталне заосталости код деце. Синдром се може манифестовати отежаним учењем, психомоторном заосталошћу са тешким когнитивним или менталних поремећаја који доводе до менталне заосталости. 
Такве особе касне у развоју говора, социјализацији, специфично се понашају и испољавају низ само њима својствених физичких карактеристика. Синдром крхког Х-хромозома, један је од најчешће познатих узрока поремећаја у аутистичком спектру поремећаја 
Атаксични синдром-тремор (FXTAS)
Атаксични синдром-тремор (FXTAS) стање је праћено поремећајем равнотеже, тремором, и проблемима са памћењем, код неким категорија старијих мушкарца (ређе код жена), „носиоца” прeмутационог ФМР1-гена.
Синдром крхког Х-хромозома повезан са дисфункцијом јајника (FXPOI)
Овај синдром карактерише се смањеном функцијом јајника, која може довести до неплодности и ране менопаузе код жена, „носиоца” премутационог FMR1-гена.
„Носиоц” премутационог FMR1-гена

## Епидемиологија
Тренутна истраживања Мартин-Бел синдрома указују да он погађа приближно једну особу на 3.600 мушкараца и једну жену на сваких 4.000-6.000 жена (или 1:3.717 до 1:8.918 у општој популацији).
Просечна старост деце до постављања дијагнозе FXS; код дечака је 35 до 37 месеци, а код девојчица више од 42 месеца.
Родитељи прве симптоме FXS уочавају; око 12 месеца старости, код дечаке и 16 месеца старости код дјевојчица. Од тада они више пута посећују лекара пре него што он потврди застој у менталном развоју детета, тако да у највећем броју случајева прође око 16 месеци од прве сумње лекара до коначне дијагнозе FXS. У том моменту просечне старост дечака је 20 месеци а девојчица 26.
Преко једне трећине (37,6%) породица изјављује да је више од 10 пута посећивало лекара пре постављања коначне дијагнозе FXS.

## Етиопатогенеза
Мартин-Бел синдром или синдром крхког фрагилног Х хромозома, једна је од наследних болести узрокована променама у гену који се налази на дугом краку Х-хромозома (види слику доле). 
Назив синдром крхког (фрагилног) Х-хромозома проистекао је из чињенице да су код овог синдрома промене у структури Х-хромозома, узроковане микроскопским сужењима у прецизно одређеној тачки (оној у којој се налази ген). 
Мартин-Бел синдром погађа чешће мушкарце него жене, јер оне на оба дуга крака Х-хромозома имају по две копије гена. 
FMRP
Током 1991. године идентификован је ген (назван ФМР1 - енгл. fragile X mental retardation protein-FMRP), на дугом краку Х-хромозома, чија функција је и даље остала нејасна. Оно што је познато је чињеница, да у већини случајева промена у FMRP, може бити одговорна за појаву Мартин-Бел синдрома, након његове мутације, кроз више генерација, почев од натегнутог ДНК гена, преко понављања триплета у великом броју, у распону од 6 до 45 пута (код нормалних особа), па до више од 200 пута, код болесника (пуна мутација). 
Према досадашњим истраживањима FMRP1 (енгл. Fragile X Mental Retardation Protein type 1) је високо присутан протеин у неуронима нервног система у којима се везује за приближно 4% информационе рибонуклеинска киселине (иРНК или mRNA). 
FMRP1 у мозгу има кључну улогу за; 
- Регулацију метаболизма mRNA
- Развој можданог стабла
- Пролиферацију, диференцијацију и преживљавање прогениторских ћелија.

И док је редукција FMR1 откривена у неким психијатријским поремећајима, његов потпуни губитак је главна карактеристика најчешћег наследног облика интелектуалне заосталости, директно повезане са генском мутацијом - Мартин-Бел синдрома. 
Овај синдром, иако доста редак поремећај, карактерише се динамичном мутацијом FMR1 гена смештеног на дугом краку Х-хромозома. Наиме, ради се о експанзији понављајућег триплета CGG у 5' нетранслатираном региону гена (Xq27.3), у коме након мутације FMR1 гена настаје неактиван FMRP протеин, који онемогућава нормалну експресију FMR1 гена и његовог продукта, што доводи до прекида експресије протеина који је кодиран ФМР1 геном. 
Узрок болести је према томе последица експанзији понављајућег триплета CGG у ФМР1 гену и његовог накупљања преко одређене норме. Према броју понављања, постоје три врсте услова: нормално стање у коме се CGG фрагменти реплицирају између 6 до 50 пута (у том случају нема манифестације болести), премутатција, са 59 до 200 реплика и  пуна мутација, са више од 200 реплика, када настају манифестације болести.
| Нормално 6 до 45 реплика триплета | Сиво подручје 46 до 60 реплика триплета | Премутација 61 до 199 реплика триплета | Пуна мутација > 200 реплика триплета |
| --------------------------------- | --- | --- | --- |
| - Особе оба пола су здраве        | - Особе оба пола су здраве - Могу испољити тенденцију да шире поремећај из генерације у генерацију - Или су стабилни и не теже да сукцесивно шире поремећај генерацијама. | - Мушкарци из ове групе не пате од Мартин-Бел синдрома, али преносе поремећај на своје ћерке. - Око 80% жена са премутацијом могу пренети пуну мутацију на потомство. | - Мушкарци са пуним обликом мутације су ментално заостале и неплодне су. - Особе из ове групе могу да пате од свих компликације њиховог стања. - Жена хетерозиготи су благо ментално заостале, у око 60% случајева. |

Скоро сви мушкарци са мутацијом имају симптоме болести, а око половина жена има менталну заосталост у различитом степену (од благе до тешке) и физичке карактеристика болести. 
Неки особе имају велики број понављања (премутација) унутар ФМР1 гена (од 50 до 200), које не изазивају било какав поремећај. Такви појединци који имају премутацију гена су здрави носиоци, јер у наредним генерацијама интеракцијама они могу да повећају ризик од појаве потпуне мутације. 
Тренутно није јасно разграничена горња граница нормалног генотипа и доње границе премутатног генотипа. Имајући ово у виду, научна заједница је усаглашеном конвенцијом дефинисала такозвану сиву зону премутације (сиво подручје), у којој се групе алела састоје од више понављајућих нуклеотидних триплета који варирају од 45 до 60. Неки од ових алела су нестабилни јер имају тенденцију да се шире из генерације у генерацију, за разлику од других који су стабилни и не теже да се сукцесивно шире генерацијама. 
Манифестације болести
Особе са Марин-Бел синдромом још у најранијем узрасту показују;
- Заостајање у неуроразвоју у виду сниженог интелектуалног капацитета,
- Успорен развоја говора, дислексије,
- Смањен, често промењљив ново пажње и концентрације,
- Сметњама видномоторне координације,
- Поремећаје у понашању.
- Смањена функција јајника

После адолесценције код ових особа појављују се и краниофацијални знаци, а код мушкараца макроорхидизам. 
Осим код Марин-Бел или синдрома крхког (фрагилног) Х-хромозома, редукција FMR1 протеина, као последица генске мутације, доказана је у неким психијатријским поремећајима попут аутизма, шизофреније, биполарног поремећаја расположења и великог депресивног поремећаја. 
Клинички облици
У клиничкој слици постоје две велике групе мутација са нестабилним - проширеним дугим краком на Х-хромозому:
- Тежа клиничка форма, са потпуно нестабилним, тзв. фрагилни Х синдром (FXS), који је водећи познати узрок аутизам изазван појединачно измењеним познатим генима;
- Блажа клиничка форма, која се углавном јавља у првим деценијама живота. То је форма са тзв. делимично измењеним фрагилним Х-геном, који је у мањој мери повезан са аутизмом, а много више са повећаним ризиком за рану менопаузу код жена и једне посебне врсте ране деменције код мушкараца. Важно је истаћи и то да је делимично измењен фрагилни Х-ген 10 пута чешћи, и таквих случајева носилаца у САД се сматра да има један милион! Иако најчешће не знају да су носиоци ове генске промене, будуће мајке у себи носе 50:50 ризик да мушко потомство са FXS испољи поремећај, који се јавља убрзо по рођењу и често манифестује са тешким поремећајима психомоторног развоја.

## Клиничка слика
У клиничкој слици Мартин-Бел синдром доминирају следећи знаци и симптоми:
Заостајање у неуроразвоју у виду сниженог интелектуалног капацитета
Проблеми у понашању јављају се код више од 50% оболелих, са Мартин-Бел синдромом. Они су несразмери са поремећајима на когнитивном нивоу, у односу на децу са другим сметњама у развоју, која функционишу на сличном интелектуалном нивоу.
Поремећај пажње
Смањен, често променљив ново пажње и концентрације, карактеристичан је недостатак (поремећај), који укључује хиперактивност, непажњу, немир и импулсивност. 
Ови симптоми присутни су у 80% пацијената са Мартин-Бел синдромом. 
Поремећаје у понашању
- Анксиозност, један је од честих поремећаја код особа са Мартин-Бел синдромом, који укључује опсесивно-компулзивно и персеверативно понашања,

- Емоционална лабилност, уобичајен је и чест симптом код Мартин-Бел синдрома

- Агресивно понашање код оболелих од Мартин-Бел синдром, често је праћено раздражљивошћу и нападима беса.

- Реакције беса код Мартин-Бел синдрома карактерише се хиперактивношћу, отпором, и ограниченом вербалним одговором. Док са друге стране, оболели мушкарци често имају добар смисао за хумор, упорни су и вредни, и дружељубиви.

Преосетљивост на чулне надражаје
Преосетљивост на чулне надражаје, често може довести до повећаног и продуженог узбуђења (немира) у ситуацијама у којима је присутна енормна аудитивна, визуелна, тактилна стимулација. 
| Знаци и симптоми                            | Мушкарци | Жене |
| ------------------------------------------- | -------- | ---- |
| Застој у менталном (интелектуалном) развоју | 96%      | 64%  |
| Проблеми са пажњом                          | 84%      | 67%  |
| Анксиозност                                 | 70%      | 56%  |
| Хиперактивност                              | 66%      | 30%  |
| Аутизам                                     | 46%      | 16%  |
| Самоповређивање                             | 41%      | 10%  |
| Агресивност                                 | 38%      | 14%  |
| Напади беса                                 | 18%      | 7%   |
| Депресија                                   | 12%      | 22%  |

Аутизам
Карактеристике аутизма могу бити присутне у раном детињству, укључујући и стереотипије, као што су климање руку, угризи, персеверативни говор, лош визуелни контакт очима, и недостатка интересовања за друштвене интеракције. 
Аутизам је присутна код 30% особа са пуном мутацијом гена, док су остали развојни поремећаји присутни код 20% до 30% оболеле деце. Мартин-Бел синдромом дијагностикован је у око 2% до 6% особа са аутизмом. 
Психијатријски симптоми
Психијатријска симптоматологија такође се често јавља код оболелих и обухвата опортунистичке поремећаје понашања (пркос), анксиозност и опсесивно-компулзивне поремећаја. 
Особе женског пола са пуном мутацијом гена склоне су већем ризику од појаве емотивних проблема у поређењу са општом популацијом. Од симптома доминирају; стидљивост, социјална изолација, анксиозност, лабилно расположење и депресија.
Потешкоће са спавањем
Око 32% деце са Мартин-Бел синдром (према изјави родитеља) има потешкоћа са спавањем. Такође, према изјавама родитеља, тренутне потешкоће са спавањем, почињу и чешће су код веома мале деце. Са годинама, посебно код мушкараца учесталост потешкоћа са спавањем се смањује, али и даље остају на значајном нивоу код адолесцената и одраслих особа.
Гојазност
Код мале деца са Мартин-Бел синдромом уочена је веће стопа гојазности (31%) у односу на здраве вршњаке истог развојног узраста (18%), за разлику од одраслих особа са истим синдромом код којих је стопа гојазности слична оној у општој популацији (~30%).

## Дијагноза
Дијагноза Мартин-Бел синдрома, не подразумева само откривање узрока поремећаја код оболеле деце, већ има значајан потенцијал за спречавање последице по здравље у свакој породици, током више генерација.
Како поједина деца са Мартин-Бел синдром не морају имати очигледне физичке карактеристике, свако дете које манифестно испољава знаке заостајања у развоју, граничне интелектуалне способности, или менталну заосталост или има дијагнозу аутизма (без одређене етиологије) треба да буде подвргну молекуларном тестирању на постојање Мартин-Бел синдром утврђивања броја од ЦГГ понављања. Приближно код 2% до 6% деце из ове популације пацијената утврђено је да имају ФМР1 мутацију гена. 
Такође у дијагностици треба применити:
- Компаративну геномску хибридизацију (или низове тестирање)
- Фенотипске контролне листе. које помажу у откривању кандидате за молекуларна тестирања на крхки Х-хромозом. Ове листе примењују се, пре свега код мушкараца, у дијагностици одложених развојних поремећаја непознате етиологије.

Тестирање на Мартин-Бел синдром такође треба спровести код пацијената код којих постоји сумња, али не и молекуларни доказ за, Sotos синдром или Prader-Willi синдром. Са друге стране, тестирања на крхки Х-хромозом, није рутински доказ код деце са изолованим обликом поремећаја пажње/хиперактивност.

## Терапија
Поред примене читавог низа терапијских метода, засада нема лека за Мартин-Бел синдром. Циљ лечења је поправити функционисање болесника у свакодневном животу. Касно започето и неадекватно лечење може утицати на дугорочни исход, и зато је Мартин-Бел синдром потребно што пре дијагностиковати и тимски третирати.
Деца са Мартин-Бел синдром одрастају у одрасле особе, зато је многима од њих потребна брига и старање током целог живота. Код тежих облика, самосталан живот таквих особа је готово немогућ, док је код блажих облика, самосталан живот могућ. 
Једнострано лечење се није показало добрим. Терапија се обично прилагођава потребама. Ако се крене рано с интензивним, упорним програмима едукације и бихевиоралне терапије, може се помоћи детету да достигне одређени ниво самосталности, социјалних и радних вештина.
Сви који су ангажовани око третмана морају покушати да схвате особу са Мартин-Бел синдромом. Она има емоције и потребе. Њој је потребан ослонац и нежност, али пре свега жеља да је неко разуме. 
С краја 20. века, било је мало сазнања или разумевања Мартин-Бел синдрома, али постоје чињеница да 21. веку друштво схвата Мартин-Бел синдром као и аутизам и прихвата га. 

### Фармаколошка терапија
Лекови се често користе за лечење проблема повезаних са Мартин-Бел синдромом. Више од половини деце у САД је прописан лек против грчења мишића, заједно са лековима из класе антидепресива, антипсихотика и стимуланаса.
Примена антипсихотика углавном помаже у клиничким условима јер смањује раздражљивост, агресивност, нестабилно расположење, персеверативно понашања код оба пола са Мартин-Бел синдромом. У великој студији спроведеној са особам оболелим од Мартин-Бел синдрома, око 80% болесника реаговало је позитивно на терапију, без нежељених ефеката на нивоу значајности >1.
Антиконвулзиви су једна од група лекова која се користи у фармаколошкој терепији за контролу напада, као и промену расположења у 13% -18% особа које пате од Мартин-Бел синдрома.
Литијум се такође тренутно користи у клиничким испитивањима са људима, јер је показао значајна побољшања у понашању, општем функционисању, адаптацији, вербалном памћењу, пре свега деловањем на mGluR5 рецептор укључене у преношења абнормалности. Наиме литијум се показо као алтернативно средство, тренутно доступно у продаји за лечење људи, јер дејствује на фосфолипазу Ц у сигналном путу, инхибирањем промета инозитол фосфата, и слабљењем активност ензима фосфолипазе Ц.
Пошто овај пут користи протеин кодиран GRM5 геном, метаботропни глутаматни рецептор (mGluR5), који је одговоран за активирање преноса у дендритима, теоретски се инхибиторним дејством литијума на овај рецептор, може кориговати у дендритима прекомерна синтеза протеина FXS-1, одговорног за настанак симптома у Мартин-Бел синдрома). Осим тога, литијум инхибира синтезу гликоген киназе 3β, посредством mGluR рецептора који преноси неке протеине кроз додатне путеве.
Засада постоје оскудна истраживања око резултата или сигурности примене терапије лековима код адолесцената и одраслих са аутизмом, али је доказано да ниједан познати лек не помаже у терапији главних симптомима код Мартин-Бел синдром као и код аутизма, као што је оштећење социјалне интеракције и комуникације.

### Нефармаколошка терапија
Постоји много програма за помоћ и рехабилитацију особе са Мартин-Бел синдромом, али ниједан није подједнако добар и довољан за свакога. Због тога у креирању индивидуалних програма морају да учествују сви непосредно заинтересовани:
- особе са Мартин-Бел синдром колико год је то могуће,
- родитељи,
- чланови породице,
- медицинско особље,
- терапеути и други према потреби ангажовани стручњаци...

Од нефармаколошке терапије препоручује се; говорна терапија, терапија понашања, терапија интеграције чула, радна терапија, специјално образовање, или примена индивидуалних образовних планова, и, по потреби, примена лечења физичких поремећаја.

## Превенција
Гледано из перспективе досадашњег клиничког истраживања, важност редукције FMRP-а са последичним дејством на GABA рецепторски систем могао би у будућим студијама; бити усмерен на истраживања у неким другим психијатријским ентитетима са циљем проналаска сигурнијег и ефикаснијег лечења, као и могуће превенције у генским саветовалиштима.